# Chau Hoi Wah

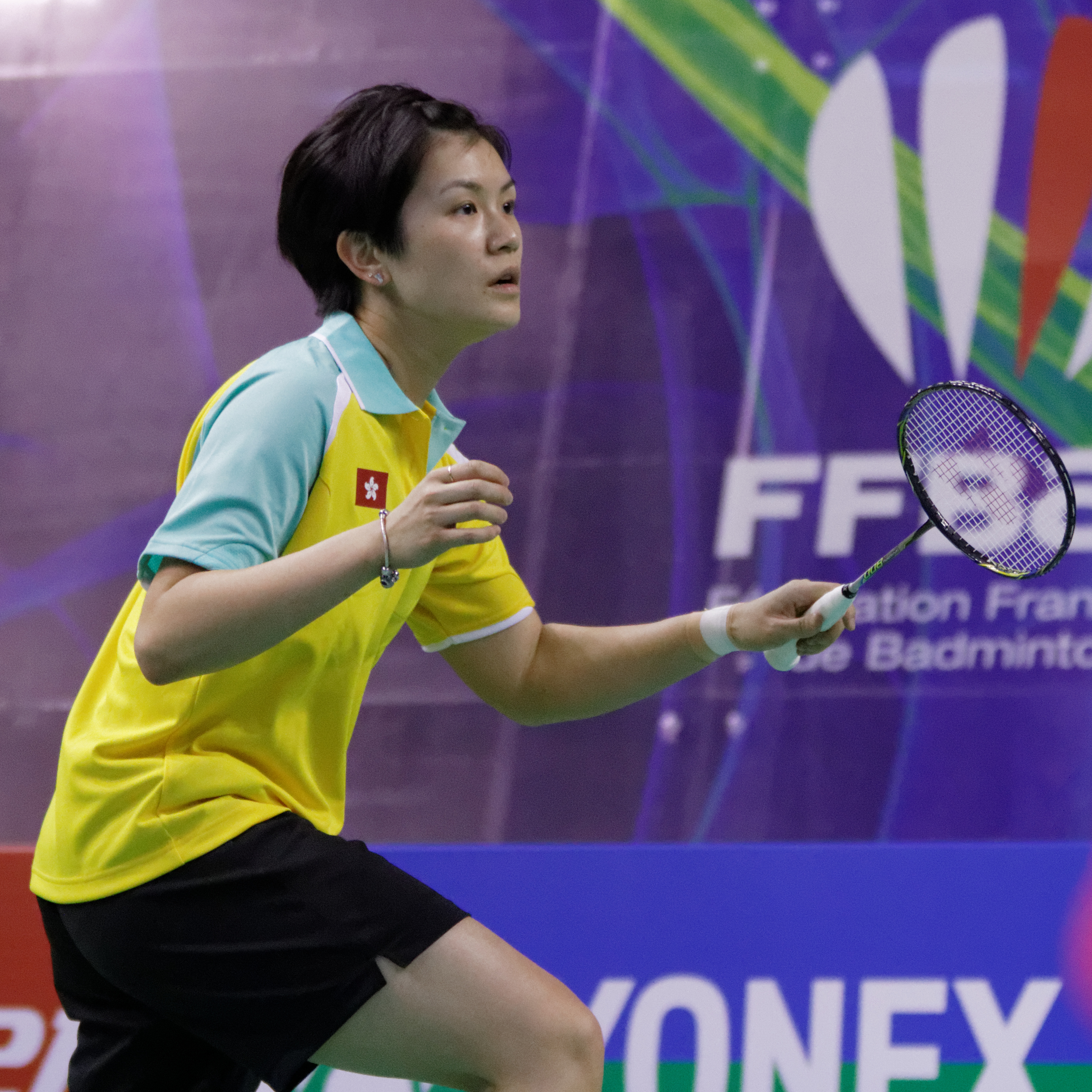
Chau Hoi Wah, French Super Series 2013.

Cathy Chau Hoi Wah (chinesisch 周凱華; * 5. Juni 1986) ist eine Badmintonspielerin aus Hongkong.

## Karriere
Chau Hoi Wah wurde 2007 Dritte bei den New Zealand Open im Mixed mit Alroy Tanama Putra. Bei den Macau Open 2008 wurde sie Zweite. 2009 gewann sie die Australian Open mit Yohan Hadikusumo Wiratama. Bei der Korea Open Super Series 2009 wurden beide Dritte.

## Sportliche Erfolge
| Saison | Veranstaltung     | Disziplin   | Platz | Name                                     |
| ------ | ----------------- | ----------- | ----- | ---------------------------------------- |
| 2007   | Vietnam Open      | Mixed       | 2     | Hui Wai Ho / Chau Hoi Wah                |
| 2007   | Vietnam Open      | Damendoppel | 2     | Louisa Koon Wai Chee / Chau Hoi Wah      |
| 2007   | New Zealand Open  | Mixed       | 3     | Alroy Tanama Putra / Chau Hoi Wah        |
| 2008   | Macau Open        | Mixed       | 2     | Yohan Hadikusumo Wiratama / Chau Hoi Wah |
| 2009   | Korea Open        | Mixed       | 3     | Yohan Hadikusumo Wiratama / Chau Hoi Wah |
| 2009   | Australian Open   | Mixed       | 1     | Yohan Hadikusumo Wiratama / Chau Hoi Wah |
| 2009   | New Zealand Open  | Mixed       | 2     | Yohan Hadikusumo Wiratama / Chau Hoi Wah |
| 2009   | Weltmeisterschaft | Mixed       | 9     | Yohan Hadikusumo Wiratama / Chau Hoi Wah |